# Goeroe Hargobind

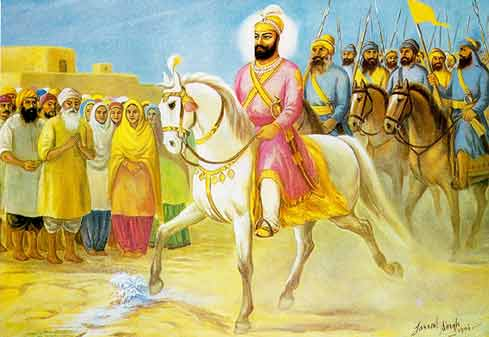
Illustratie gemaakt aan het eind van de 18e eeuw, voorstellende goeroe Hargobind

Goeroe Hargobind (Gurmukhi: ਸ੍ਰੀ ਗੁਰੂ ਹਰਗੋਬਿੰਦ ਜੀ, Devanagari: स्री गुरु हरगोविंद जी) (Wadāli, India, 19 juni 1595 — Kīratpur, nabij het Himalayagebergte, 3 maart 1644) was de zesde goeroe van de sikhs. Hargobind werd goeroe op 25 mei 1606 en trad in de voetsporen van zijn vader Goeroe Arjan.
Hargobind ontwikkelde een sterk sikh-leger en gaf het sikhisme zijn traditioneel militair karakter. Deze ontwikkelingen waren door Arjan, de eerste sikhistische martelaar, in gang gezet en werden onder leiding van Hargobind sterk uitgebreid.
In 1609 bouwde hij in Amritsar de Akāl Takht („Troon van God“), een tempel waar zowel de geestelijke kwesties als kwesties betreffende de sikhnatie zouden kunnen worden besproken. Hij bouwde een fort dicht bij Amritsar en noemde het Lohgarh.
Het toenemende militaire machtsvertoon van de sikhs zagen de Mogols als een bedreiging. Keizer Jahāngīr nam Hargobind 12 jaar lang gevangen, maar de toewijding van de sikhs intensifieerde daardoor alleen maar, een ongewenst resultaat voor de keizer. Uiteindelijk werd de goeroe vrijgelaten en werd de militante opbouw van de sikhs verdergezet.
Alvorens de goeroe stierf, benoemde hij Goeroe Har Rai, zijn kleinzoon, tot volgende goeroe van de sikhs.
Nanak · Angad  · Amar Das  · Ram Das · Arjan  · Hargobind · Har Rai  · Har Krisjan · Tegh Bahadur · Gobind Singh